# Nollendorfplatz (métro de Berlin)
Nollendorfplatz est une station des lignes 1, 2, 3 et 4 du métro de Berlin, située sur la place du même nom dans le quartier de Schöneberg.

## Situation
Une coupole surplombant les quais de la ligne 2 surélevée sur un viaduc est la partie visible de la station, alors que les lignes 1, 3 et 4 sont accessibles en sous-sol.

## Histoire
Nollendorfplatz est l'une des plus anciennes stations du métro berlinois, ouverte le 11 mars 1902 lors de la mise en service d'une section de la première ligne de métro, le Stammstrecke, entre Potsdamer Platz et Zoologischer Garten.
Depuis le 7 mai 2018, la ligne 3 dessert également la station en effectuant le même parcours que la ligne 1 entre Wittenbergplatz et Warschauer Straße.

## Service des voyageurs

### Accueil
La station possède huit accès dont trois sont équipés d'ascenseurs.

### Intermodalité
La station est en correspondances avec les lignes d'autobus M19, 106 et 187 de la BVG.